# Joan Vidal i Ventosa
Joan Vidal i Ventosa (Barcelona, 1880-1966) fue un pintor, escultor, fotógrafo y grabador modernista español.
Estudió en la Escuela de la Lonja de Barcelona, donde se formó en pintura y escultura, siendo discípulo de Manuel Fuxà. Fue un asiduo de las tertulias del café Els Quatre Gats, punto neurálgico del modernismo, donde conoció a Pablo Picasso, quien le hizo un retrato, Retrato de Joan Vidal Ventosa (1900), conservado en el Museo Picasso de Barcelona. Participó en la Exposición de Bellas Artes de Barcelona de 1898 y 1907.
También se dedicó al pirograbado, para cuya labor fundó el estudio Guayaba, famoso también por una tertulia a la que acudía Picasso, así como Isidro Nonell, Manolo Hugué e Ismael Smith. Entre sus obras destaca Vallcarca en noche de luna, que se encuentra en el Museo Nacional de Arte de Cataluña.
En 1917 entró a trabajar como fotógrafo en los servicios técnicos de los Museos de Arte de Barcelona, donde también intervino en el traslado de las pinturas románicas de Bohí.